# Lomaria eximia
Lomaria eximia là một loài dương xỉ trong họ Blechnaceae. Loài này được F.Muell. mô tả khoa học đầu tiên năm 1866.
Danh pháp khoa học của loài này chưa được làm sáng tỏ. 